# Сілла (Кулламаа)
Сі́лла (ест. Silla küla) — село в Естонії, у волості Ляене-Ніґула повіту Ляенемаа.

## Населення
Чисельність населення на 31 грудня 2011 року становила 26 осіб.

## Географія
Через село тече річка Лійві (Liivi jõgi).
Через населений пункт проходить автошлях 10 (Рісті — Віртсу — Куйвасту — Курессааре). Від села починається дорога 16155 (Сілла — Ядівере).

## Історія
До 21 жовтня 2017 року село входило до складу волості Кулламаа.

## Пам'ятки

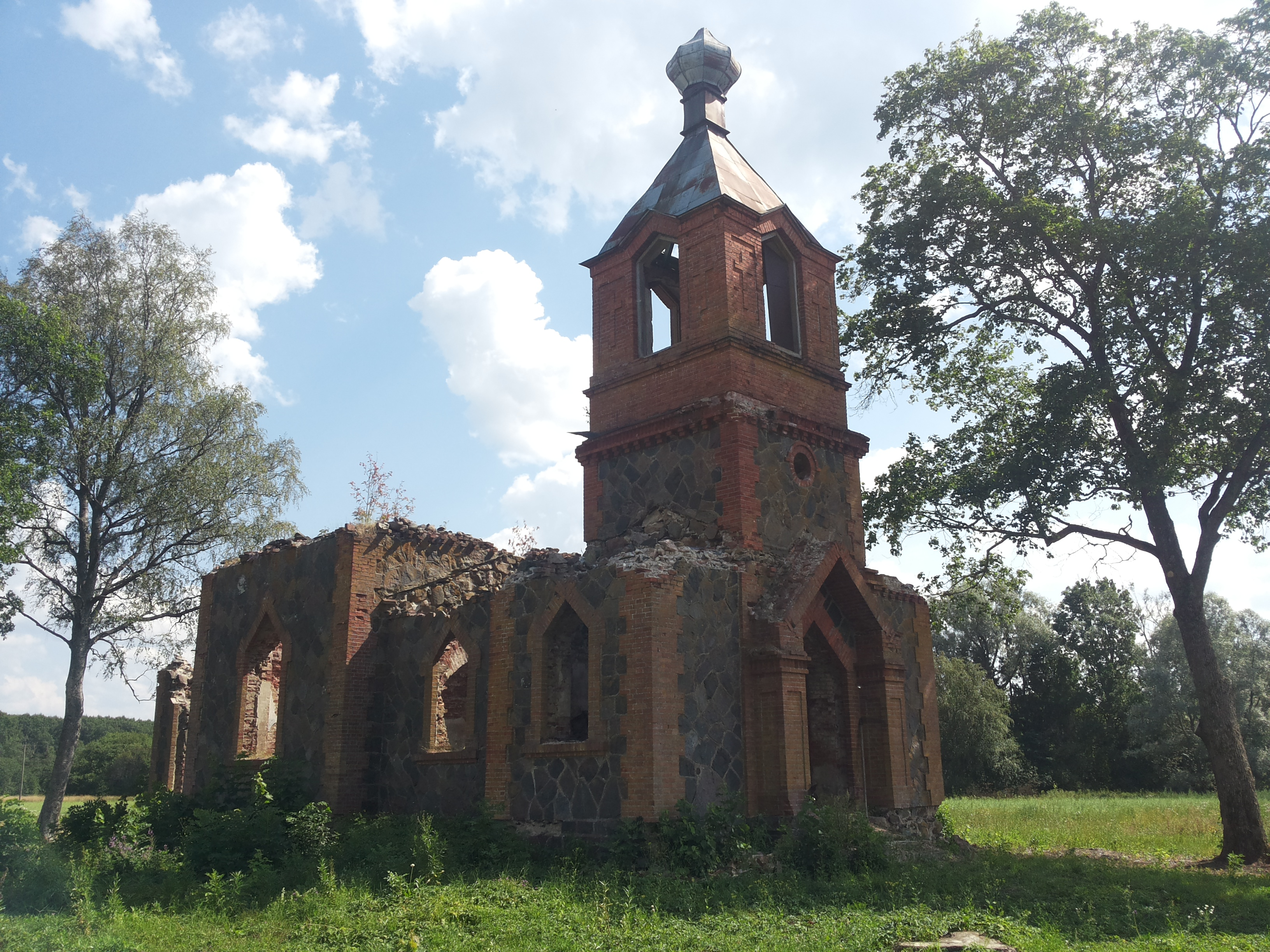
Церква святого Миколая

- Православна церква святого Миколая (Kullamaa Püha Nikolause kirik)